# Emanuel Schiffers
Emanuel Schiffers russificato in Emmanuil Stepanovič Šiffers (in russo Эммануил Степанович Шифферс?; San Pietroburgo, 4 maggio 1850 – 12 dicembre 1904) è stato uno scacchista russo.
Di famiglia proveniente dalla Germania, detenne il titolo di campione russo per dieci anni prima di perderlo nel 1880 contro il suo allievo e concittadino Mikhail Chigorin.
Il suo migliore risultato può essere considerato il 6º posto, su 22 concorrenti, nel fortissimo torneo di Hastings 1895, dove precedette, tra gli altri, giocatori del calibro di Schlechter, Teichmann, Blackburne, Gunsberg e Bird.
Nel 1896 giocò a Rostov sul Don un match contro l'ex-campione del mondo Wilhelm Steinitz, ma perse + 4 – 6 = 1.
Nel 1899 e 1900 terminò secondo nel campionato russo dietro a Chigorin. 
Scrisse un Manuale del gioco degli scacchi (Pietroburgo 1906) che ebbe nove edizioni.
Di professione era insegnante privato ed aveva una estesa conoscenza delle lingue; oltre al russo conosceva bene il tedesco, il francese e l'inglese.